# Juliane Kim Yeon-i
Pour les articles homonymes, voir Kim.
Juliane Kim Yeon-i est une laïque chrétienne coréenne, martyre, morte décapitée le 2 juillet 1801 à Séoul.
Son martyre est reconnu par l'Église catholique, elle est appelée vénérable. Elle est ensuite béatifiée par le pape François le 16 août 2014.
La bienheureuse Juliane Kim Yeon-i est fêtée personnellement le 2 juillet, et le 20 septembre avec les martyrs de Corée.

## Biographie
Juliane Kim Yeon-i naît en Corée, au sein d'une famille coréenne ordinaire. Au cours de sa vie à Séoul, elle entend parler du christianisme et apprend le catholicisme auprès d'Agathe Han Sin-ae. Elle devient catholique, et reçoit le baptême en 1795, des mains du père Jacques Zhou Wen-mo, dans la maison de Colombe Kang Wan-suk.
Après son baptême, Juliane Kim suit des cours de catéchisme et assiste à la messe, ce qui nourrit sa foi. Elle annonce l'Évangile avec ferveur, au point d'être surnommée « entremetteuse du catholicisme ». Son nom est vite réputé auprès des fidèles. En même temps qu'elle prêche l'Évangile, elle fréquente Yangjegung, aussi appelé « Pyegung », c'est le lieu où habitent les personnes de la famille royale qui sont chassées de la cour. Marie Song, apparentée à la famille royale, sa belle-fille Marie Sin et une dame de cour Suzanne Kang Gyeong-bok y vivent. Juliane Kim se lie d'amitié avec elles et les invite souvent à la messe célébrée par le père Jacques Zhou. Grâce à sa relation avec ces dames de la famille royale, sa fille devient une dame de cour à Yangjegung.
Une persécution contre les chrétiens débute en décembre 1800. Juliane Kim Yeon-i cache chez elle Simon Kim Gye-wan, à la demande de Colombe Kang. L'année suivante, l'ordonnance de persécution est officialisée par la cour royale. Alexis Hwang Sa-yeong se réfugie alors lui aussi chez elle, ce qui augmente les risques qu'elle soit arrêtée.
Arrêtée peu après par la police, Juliana Kim est emmenée au siège de la police. Là-bas et au ministère de la Justice, elle subit la torture à plusieurs reprises. Mais elle ne dénonce aucun des autres catholiques, et elle reste inébranlable dans sa foi, même si son corps s'affaiblit. Même après les tortures qu'elle subit, elle continue à professer sa foi en Dieu en disant : « Je ne regrette pas d'avoir cru au catholicisme, même si je dois mourir dix mille fois ».
Juliane Kim Yeon-i est condamnée à mort et décapitée le 2 juillet 1801 à Séoul, à la Petite porte de l'Ouest,, avec huit autres catholiques dont Colombe Kang, Suzanne Kang et Agathe Han.

## Béatification
Juliane Kim Yeon-i est reconnue martyre par décret du Saint-Siège du 7 février 2014 et ainsi proclamée vénérable.
Elle est ensuite béatifiée le 15 août 2014 par le pape François avec 123 autres martyrs de Corée.
La bienheureuse Juliane Kim Yeon-i est fêtée localement le 2 juillet, jour anniversaire de sa mort, et le 20 septembre, jour de commémoration des martyrs de Corée.